# Csipak Lajos
Csipak Lajos (Makó, 1886. szeptember 17. – Nagyszeben, 1960. július 28.) magyar pap, főgimnáziumi tanár, tiszteletbeli kanonok, politikus, országgyűlési képviselő.

## Életpályája
1897–1905 között a makói gimnáziumban tanult. A teológiát Gyulafehérváron végezte el. 1907-ben a Szent István Társulat tagja lett. 1909. júniu 27-én szentelte pappá Majláth Gusztáv Károly erdélyi püspök. 1909–1910 között Csíkrákoson káplán volt. 1910–1912 között a Kolozsvári Magyar Királyi Ferenc József Tudományegyetem hallgatója volt. 1912–1948 között a csíkszeredai Római Katolikus Főgimnázium magyar irodalom tanára, hosszabb időn át a gimnázium Önképzőkörének vezetőtanára, internátusi nevelő, szemináriumi régens volt. 1913-ban magyar-latin szakos tanári diplomát kapott. 1913-ban a Magyar Irodalomtörténeti Társaság tagja lett. 1916-tól fiúnevelőintézeti igazgató volt. 1916-ban – a román betöréskor – visszatért Makóra, de még ebben az évben Csíkszeredára távozott. 1918-tól a Csíki Lapok főmunkatársa, 1922-ben felelős szerkesztője volt. 1934-től kinevezett tiszteletbeli kanonok lett. 1942. február 14-én behívták a magyar parlamentbe. 1946-tól Csíkszereda megbízott plébánosa volt. 1947. december 31-én letartóztatták. 1948. februárjáig vizsgálati fogságban volt. 1948-ban az orsolyiták lelki igazgatója lett Nagyszebenben. 1950-ben törvénytelenül az államosítottak listájára tették házát és egy kommunista vezető költözött be. 1953-ban végrendelkezett; minden ingó és ingatlan javát a Csíkszeredai Szent Kereszt Plébániára hagyott.

## Családja
Szülei Csipak György cipész és Sirokmán Rozália voltak.

## Művei
- Két erdélyi magyar kultúr-bástya. A csíkszeredai – volt csíksomlyói – római katholikus főgimnázium (Pásztortűz, 1925. 20. sz., 428–429.)
- Horatius hatása az ó és újklasszikus iskola költőire. Doktori disszertáció. In: Értekezések a Kolozsvári Tudomány Egyetem Magyar Irodalomtörténeti Szemináriumából (Kolozsvár, 1912. 4. sz.)